# Yvon Douis
Yvon Douis (født 16. maj 1935 i Les Andelys, Frankrig, død 29. januar 2021) var en fransk fodboldspiller, der spillede som angriber. Han var på klubplan tilknyttet Lille, Le Havre, Monaco og Cannes, og spillede desuden 20 kampe for det franske landshold. Han var med på det franske hold til både VM i 1958 og EM i 1960.